# Ahmed Al-Kassar
Ahmed Al-Kassar (Qatif, 8 de mayo de 1991) es un futbolista saudí que juega en la demarcación de portero para el Al-Qadisiyah FC de la Liga Profesional Saudí.

## Selección nacional
Hizo su debut con la selección absoluta de Arabia Saudita el 16 de enero de 2024 contra Omán en un partido de la Copa Asiática 2023 que finalizó con un resultado de 2-1 a favor del combinado saudita tras los goles de Ali Al-Bulaihi y Abdulrahman Ghareeb para Arabia Saudita, y de Salaah Al-Yahyaei para Omán.

## Clubes
| Club            | País           | Año       | Partidos | Goles |
| --------------- | -------------- | --------- | -------- | ----- |
| Al Raed FC      | Arabia Saudita | 2009-2015 | 97       | 0     |
| Al-Ettifaq FC   | Arabia Saudita | 2015-2018 | 68       | 0     |
| Al Faisaly FC   | Arabia Saudita | 2018-2023 | 64       | 0     |
| Al-Fayha FC     | Arabia Saudita | 2023-2024 | 6        | 0     |
| Al-Qadisiyah FC | Arabia Saudita | 2024-     | 3        | 0     |